# 三封寺镇
三封寺镇，中华人民共和国湖南省岳阳市华容县下属的一个镇，位于华容县东部。岳（阳）华（容）公路穿境而过。

## 建制沿革
- 1956年，设三封寺乡；
- 1958年，成立华一公社；
- 1961年，改置三封公社；
- 1984年，改称三封寺镇；
- 1995年，桃花山乡下辖农林村并入。

## 行政区划
三封寺镇下辖1个居委会、19个行政村：
- 三封寺居委会
- 墨山村、茅山村、马涧村、红莲村、柞树村、星火村、官堰村、毛家村、新铺村、龙开湖村、柿树村、金盆村、群力村、复兴村、五湖村、泰和村、太安村、辅安村、农林村
- 华一水库